# Witborstketellapper
De witborstketellapper (Pogoniulus  bilineatus  fumbiri/makawai) is een vogel uit de familie Lybiidae (Afrikaanse baardvogels). Slechts bekend van een enkel exemplaar en over de status als aparte soort is geen consensus. Moleculair genetisch onderzoek gepubliceerd in 2018 wijst erop dat dit taxon behoort tot de geelstuitketellapper  (P. bilineatus) en het meest verwant met de ondersoort P. b. mfumbiri van zuidwestelijk Oeganda en oostelijk Congo-Kinshasa tot westelijk Tanzania en Zambia.